# أليكساندر كليمنت
أليكساندر كليمنت (بالفرنسية: Alexandre Clément)‏ (23 مارس 1975 فرنسا - ) هو لاعب كرة قدم فرنسي، يلعب كمدافع.

## مسيرته

### مسيرته مع الأندية
- 1993 - 1996 لعب مع نادي ميتز 54 مباراة سجل خلالها 6 أهداف.
- 1996 - 1999 لعب مع نادي أميين 50 مباراة.
- 1999 - 2002 لعب مع نادي بوفيه 77 مباراة سجل خلالها 5 أهداف.
- 2002 - 2004 لعب مع نادي كاين 46 مباراة سجل خلالها 3 أهداف.
- 2004 - 2005 لعب مع نادي أميين 18 مباراة سجل خلالها هدف.
- 2005 - 2006 لعب مع نادي بروكسل 7 مباريات.

## روابط خارجية
- أليكساندر كليمنت على موقع قاعدة بيانات كرة القدم.إي يو (الإنجليزية)